# Jad Natan
Jad Natan (hebrejsky יַד נָתָן, doslova „Památník Natana“, v oficiálním přepisu do angličtiny Yad Natan) je vesnice typu mošav v Izraeli, v Jižním distriktu, v Oblastní radě Lachiš.

## Geografie
Leží v nadmořské výšce 79 metrů v pobřežní nížině, v regionu Šefela. Východně od obce protéká vodní tok Lachiš.
Obec se nachází 14 kilometrů od břehu Středozemního moře, cca 47 kilometrů jižně od centra Tel Avivu, cca 52 kilometrů jihozápadně od historického jádra Jeruzalému a 7 kilometrů severozápadně od města Kirjat Gat. Jad Natan obývají Židé, přičemž osídlení v tomto regionu je etnicky převážně židovské.
Jad Natan je na dopravní síť napojen pomocí dálnice číslo 35.

## Dějiny
Jad Natan byl založen v roce 1953. Šlo o součást jednotně koncipované sídelní sítě budované v regionu Chevel Lachiš po vzniku státu Izrael. Zakladateli mošavu byli Židé z Maďarska. Na vzniku osady se podíleli členové mládežnického hnutí ha-No'ar ha-cijoni.
Vesnice je pojmenována po Ottó Komolym (narozen jako Natan Kohn) - předákovi maďarských sionistů, který byl roku 1945 zavražděn při antisemitském útoku. Místní ekonomika je založena na zemědělství.
Poblíž nynějšího mošavu se do války za nezávislost v roce 1948 rozkládala arabská vesnice Bajt Affa. Poté, co oblast ovládla izraelská armáda, zde arabské osídlení skončilo.

## Demografie
Podle údajů z roku 2014 tvořili naprostou většinu obyvatel v Jad Natan Židé (včetně statistické kategorie "ostatní", která zahrnuje nearabské obyvatele židovského původu ale bez formální příslušnosti k židovskému náboženství).
Jde o menší obec vesnického typu s dlouhodobě stagnující populací, jež ale od roku 2008 prudce vzrůstá. K 31. prosinci 2014 zde žilo 574 lidí. Během roku 2014 populace stoupla o 0,0 %.
| Rok            | 1961 | 1972 | 1983 | 1995 | 2001 | 2003 | 2004 | 2005 | 2006 | 2007 | 2008 | 2009 | 2010 | 2011 | 2012 | 2013 | 2014 |
| -------------- | ---- | ---- | ---- | ---- | ---- | ---- | ---- | ---- | ---- | ---- | ---- | ---- | ---- | ---- | ---- | ---- | ---- |
| Počet obyvatel | 140  | 130  | 251  | 253  | 308  | 298  | 294  | 299  | 305  | 303  | 348  | 523  | 567  | 558  | 551  | 574  | 574  |